# Grambais
Grambais (parfois Grambois)  est un hameau du Brabant wallon, en Belgique. Traversé par le Grambais (ou Grambois : 1209) un ruisseau qui se jette dans la Thisnes à Bornival il est administrativement rattaché à la ville et commune de Nivelles, en Région wallonne de Belgique. 

## Histoire
Grambais était une seigneurie nivelloise ayant sa propre cour échevinale ainsi que censale. Il s’y trouve un château. De 1650 jusqu'au XIXe siècle les seigneurs étaient la famille de Beyens de Grambais. Madame de Beyens dite de Grambais habitait encore au début du XIXe siècle à Braine-le-Comte. Grambais dépendait de la paroisse Notre-Dame de Nivelles et comptait en 1725 quatorze maisons.

## Patrimoine
- L’hôtel-ferme est relié à la ville de Nivelles, à quelque cinq kilomètres, par le ‘chemin de Grambais’.